# Вулиця Бродівська (Тернопіль)
Вулиця Бродівська — вулиця в мікрорайоні «Промисловий» міста Тернополя.

## Відомості
Розпочинається неподалік від залізничного тунелю та перехрестя вулиць Галицької і Збаразької, пролягає на північний захід до села Біла, де і закінчується. Є частиною автошляху Р39. Забудова на вулиці різниться — є приватні і багатоквартирні будинки, промислові та комерційні будівлі.

## Дотичні вулиці
Лівобічні: За Рудкою
Правобічні: Дубовецька, Поліська, Дениса Лукіяновича, Едварда Ґріґа, Бродівська-бічна

## Транспорт
Вулиця є однією з найінтенсивніших магістралей міста. На вулиці розташовані 10 зупинок громадського транспорту: 
- Вул. Бродівська (до центру) — автобусні маршрути № 24, 26, 26А, 28, тролейбус № 7.
- Вул. Бродівська (від центру) — автобусні маршрути № 21, 24, 26, 26А, 28, тролейбус № 7.
- Арс-Кераміка — автобусні маршрути №  21, 28, тролейбус № 7.
- Вулиця Поліська — автобусний маршрут №  28, тролейбус № 7.
- Церква Святого Іллі — автобусний маршрут №  28.
- Столярна фабрика — автобусний маршрут №  28.
- Автобаза (від центру) — автобусний маршрут №  28.
- Автобаза (до центру) — автобусний маршрут №  28.
- Ремонтно-механічний завод (від центру) — автобусний маршрут №  28.
- Ремонтно-механічний завод (до центру) — автобусний маршрут №  28.

## Комерція
- АРС-кераміка (Бродівська, 44)
- продуктові магазини, автомайстерні тощо

## Релігія
- Церква Святого Іллі (Бродівська, 50Б)